# ساکت باش
ساکت باش یا دهنتو ببند (به فرانسوی: Tais-toi !) و (به انگلیسی: Ruby & Quentin) نام فیلمی کمدی به زبان فرانسه با بازی ژرار دوپاردیو و ژان رنو است. این فیلم در سال ۲۰۰۳ ساخته شده و توسط فرانسیس وبر کارگردانی شده‌است. این فیلم به نام Ruby & Quentin نیز مشهور است.

## بازیگران
- ژرار دوپاردیو در نقش Quentin
- ژان رنو در نقش Ruby
- ریشار بری در نقش Vernet
- ژان دل
- ادگار ژیوری
- تیکی اُلگادو
- لوران گملون
- ونسان موسکاتو

## داستان فیلم
در این فیلم دو نفر که به دلایل گوناگون به زندان تفاوتی در این میان برایشان به وجود می‌آید.